# 6 Pułk Dragonów Cesarstwa Austriackiego
6 Pułk Dragonów Cesarstwa Austriackiego – jeden z austriackich pułków kawalerii okresu Cesarstwa Austriackiego.
Okręg poboru: 1798: Bohemia, 1817: Morawy.

## Wcześniejsza nomenklatura
- 1798: 6 Pułk Kirasjerów
- 1801: 6 Pułk Dragonów

## Garnizony
Przed powstaniem Cesarstwa
- 1798: Aschbach
- 1799: Wiedeń
- 1801: Szegedin
- 1802-1804: Grosswardein

Po powstaniu Cesarstwa
- 1804-1805: Grosswardein
- 1806: Nagy Enyed
- 1807: Leipnik
- 1808: Kraków (Krakau), Nikolsburg
- 1809: Caslau
- 1809-1812: Rohatyn
- 1814-1815: Moór
- 1816-1818: Bischweiler (Alzacja)

## Żołnierze
- rtm. Michał Załuski